# Acarnus thielei
Acarnus thielei är en svampdjursart som beskrevs av Claude Lévi 1958. Acarnus thielei ingår i släktet Acarnus och familjen Acarnidae.
Artens utbredningsområde är havet utanför Egypten. Inga underarter finns listade i Catalogue of Life.